# Comuna Păunești, Vrancea
Păunești este o comună în județul Vrancea, Moldova, România, formată din satele Păunești (reședința) și Viișoara.

## Așezare
Comuna se află în nord-estul județului, aproape de limita cu județul Bacău, pe malul stâng al râului Carecna. Este traversată de șoseaua județeană DJ205H, care o leagă spre est de Pufești (unde se intersectează și se termină în DN2) și spre sud de Movilița și Panciu.

## Demografie
Componența etnică a comunei Păunești
     Români (91,39%)
     Alte etnii (0%)
     Necunoscută (8,61%)
Componența confesională a comunei Păunești
     Ortodocși (90,87%)
     Alte religii (0,35%)
     Necunoscută (8,78%)
Conform recensământului efectuat în 2021, populația comunei Păunești se ridică la 5.923 de locuitori, în creștere față de recensământul anterior din 2011, când fuseseră înregistrați 5.898 de locuitori. Majoritatea locuitorilor sunt români (91,39%), iar pentru 8,61% nu se cunoaște apartenența etnică. Din punct de vedere confesional, majoritatea locuitorilor sunt ortodocși (90,87%), iar pentru 8,78% nu se cunoaște apartenența confesională.

## Politică și administrație
Comuna Păunești este administrată de un primar și un consiliu local compus din 15 consilieri. Primarul, Gheorghe Popa[*], de la Partidul Național Liberal, este în funcție din 2012. Începând cu alegerile locale din 2024, consiliul local are următoarea componență pe partide politice:
|  | Partid                          | Consilieri | Componența Consiliului | Componența Consiliului | Componența Consiliului | Componența Consiliului | Componența Consiliului | Componența Consiliului | Componența Consiliului |
|  | ------------------------------- | ---------- | ---------------------- | ---------------------- | ---------------------- | ---------------------- | ---------------------- | ---------------------- | ---------------------- |
|  | Partidul Național Liberal       | 7          |                        |                        |                        |                        |                        |                        |                        |
|  | Partidul Puterii Umaniste       | 3          |                        |                        |                        |                        |                        |                        |                        |
|  | Partidul Social Democrat        | 3          |                        |                        |                        |                        |                        |                        |                        |
|  | Alianța pentru Unirea Românilor | 2          |                        |                        |                        |                        |                        |                        |                        |

## Istorie
Prima mențiune a localității este din 1551 când este amintită „poiana Păunești”. Primii locuitori au defrișat pădurea din zona centrală a comunei străbătută de un pârâu numit „Valea Caselor”. Locuitorii au fost țărani liberi sau răzeși si ei au ocupat dealurile din jur, astăzi numite Bostănești, Novăcești și Surlea. La acestea s-a adăugat zona Scurta (la inceput numită Bârnova, după numele unui schit din secolul al XVII-lea afiliat la mănăstirea Bârnova din Iași). La nord se află satul Viișoara, denumirea anterioară fiind de Bou sau Slobozia Boului.
La sfârșitul secolului al XIX-lea, comuna făcea parte din plasa Șușița a județului Putna și avea în compunere satele Bou și Păunești, cu o populație de 3662 de locuitori. În comună funcționau trei biserici și o școală mixtă cu 181 de elevi (dintre care 16 fete). Anuarul Socec din 1925 consemnează comuna drept reședință a plășii Caregna a aceluiași județ, având în compunere satele Bou și Păunești și cătunul Bârnova, având împreună 3500 de locuitori.
În 1950, comuna a trecut în administrarea raionului Adjud din regiunea Putna, apoi (după 1952) din regiunea Bârlad și (după 1956) din regiunea Bacău. Satul Bou a primit în 1964 denumirea de Viișoara, iar comuna a fost transferată în 1968 la județul Vrancea, în componența actuală.

## Monumente istorice

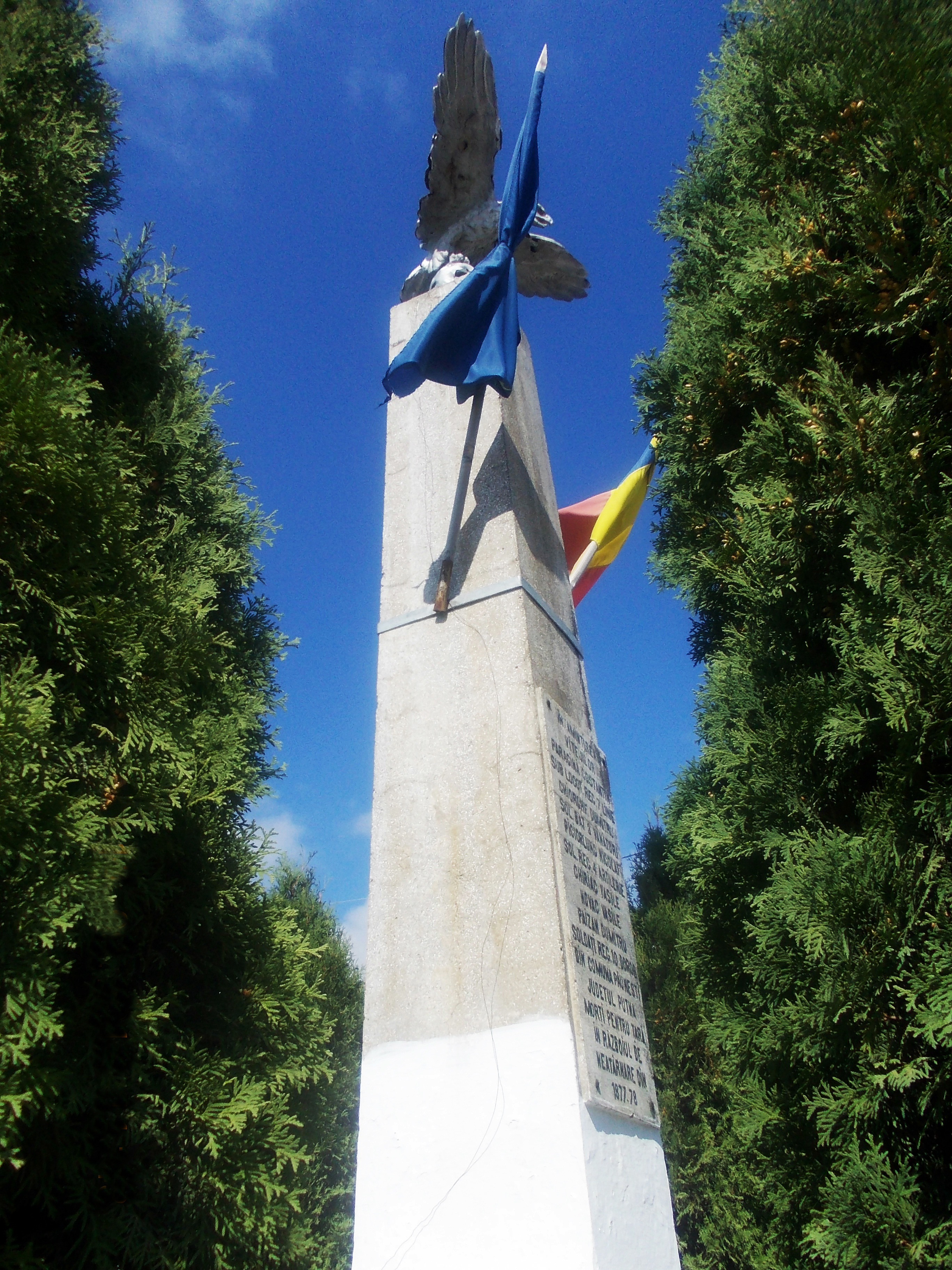
Monumentul Eroilor (1877-1878) din comuna Păunești.

Singurul obiectiv din comuna Păunești inclus în lista monumentelor istorice din județul Vrancea ca monument de interes local este monumentul eroilor din războiul de independență a României, ridicat în 1909 la vest de biserica din satul Păunești. El este clasificat ca monument memorial sau funerar.
Propus din anul 2020 pentru clasificare ca monument istoric se află și obiectivul format din fântânile cu cumpănă din Valea Caselor, din satul Păunești.

## Personalități născute aici
- Cicerone Manolache (1936 - 2024), fotbalist;
- Victor Roman (n. 1959), politician.